# Pelophylax hubeiensis
Pelophylax hubeiensis là một loài ếch trong họ Ranidae. Nó là loài đặc hữu của Trung Quốc.
Các môi trường sống tự nhiên của chúng là đầm nước ngọt, ao, đất có tưới tiêu, và đất nông nghiệp có lụt theo mùa. Nó không được xem là bị đe dọa theo IUCN.